# NGC 1052
NGC 1052 (другие обозначения — MCG -1-7-34, IRAS02386-0828, PGC 10175) — эллиптическая галактика (E4) в созвездии Кит.
Этот объект входит в число перечисленных в оригинальной редакции «Нового общего каталога».
Галактика является самым крупным членом группы галактик, в состав которой входят также NGC 988, NGC 991, NGC 1022, NGC 1035, NGC 1042, NGC 1047, NGC 1051 и др. Группы NGC 1052 и NGC 1061 формируют облако Cetus I.
В галактике содержится необычно большое для эллиптической галактики количество холодного нейтрального водорода. В ядре находится активный источник с нетепловым спектром и яркими широкими эмиссионными линиями. Активное ядро галактики создаёт поток 0,9 янских на частоте 1,4 ГГц, большая часть этого потока исходит из точечного источника.
Галактика NGC 1052 входит в состав группы галактик NGC 1052. Помимо NGC 1052 в группу также входят ещё 10 галактик.
Галактика NGC 1052 входит в состав группы галактик NGC 1084. Помимо NGC 1052 в группу также входят ещё 14 галактик.